# جيمس ريكاردو
جيمس ريكاردو (بالإنجليزية: James Ricardo)‏ هو منتج أفلام وكاتب سيناريو ومخرج أمريكي، ولد في 3 سبتمبر 1969 في الولايات المتحدة.

## وصلات خارجية
- جيمس ريكاردو على موقع IMDb (الإنجليزية)
- جيمس ريكاردو على موقع أول موفي (الإنجليزية)
- جيمس ريكاردو على موقع قاعدة بيانات الفيلم (الإنجليزية)
- جيمس ريكاردو على موقع كينوبويسك (الروسية)